# شلاقش بزن (ترانه نیکی میناژ)
«شلاقش بزن» ترانه‌ای از هنرمند اهل ترینیداد و توباگو نیکی میناژ است که در ۲ آوریل ۲۰۱۲ منتشر شد. این ترانه در آلبوم جمعه صورتی: نسخه جدید رومن قرار داشت.